# Graham Greene (actor)
Graham Greene (Six Nations, Ontario (Canadà), 22 de juny de 1952) és un actor amerindi oneida. Va graduar-se en teatre a les escoles de la reserva i ha participat en els films Running brave (1983) i Powwow Highway (1989), fets per directors amerindis.
Posteriorment ha assolit fama internacional per participar en Ballant amb llops (1990) de Kevin Costner, que li va valdre una nominació als Oscar. Després ha participat en pel·lícules més comercials com Maverick (1994), Thunderheart (1992) i The Green Mile (1996).
També ha aparegut a la popular sèrie de televisió Northern Exposure, en el paper de Leonard Quinhagak, el xaman.
El 1990 va ser candidat a l'Oscar al millor actor secundari pel seu paper a Ballant amb llops.